# 5956 d’Alembert
Az 5956 d'Alembert (ideiglenes jelöléssel 1988 CF5) a Naprendszer kisbolygóövében található aszteroida. Eric Walter Elst fedezte fel 1988. február 13-án.